# Michalovský hrad
Michalovský hrad je zaniklý vodní hrad, později přestavěný na zámeček v Michalovcích, Košický kraj, Zemplínská stolice. Hrad byl postaven v druhé polovině 13. století.
Jiné názvy hradu:
- 1345 castrum Nagymihalwara
- 1355 castrum Nagymihal
- 1449 castrum Hagymihal

## Hrady v okolí
- Brekov
- Čičava
- Jasenov
- Pozdišovský hrad
- Viniansky hrad